# Concerto grosso – Émigré to British Isles
(F. Scarlatti / A. Scarlatti / F. Geminiani / A. Corelli) Concerto grosso – Émigré to British Isles – czwarty album {oh!} Orkiestry Historycznej wydany 14 czerwca 2019 przez belgijską wytwórnię MUSO (nr kat. MU-030). Nominacja do Fryderyka 2020 w kategorii «Najlepszy Album Polski Za Granicą». Tematem albumu jest przyjęcie się włoskiej barokowej formy muzycznej concerto grosso na Wyspach Brytyjskich w I połowie XVIII wieku.

## Lista utworów
- Scarlatti, F: Concerto grosso No. 2 in C minor 6:41
- Scarlatti, F: Concerto grosso No. 8 in F major 7:36
- Scarlatti, F: Concerto grosso No. 3 in A minor 5:16
- Scarlatti, F: Concerto grosso No. 9 in D major 9:26
- Geminiani, F: Violin Sonata No. 1 in G Major, Op. 1 8:02
- Corelli: Violin Sonata No. 3 in C Major, Op. 5 10:53
- Scarlatti, F: Concerto grosso No. 1 in E major 10:08
- Scarlatti, F: Concerto grosso No. 4 in E minor 5:36